# Ciminna
Ciminna (Čiminna in siciliano) è un comune italiano di 3 336 abitanti della città metropolitana di Palermo in Sicilia.

## Origini del nome
Per molto tempo si è creduto erroneamente, e tutt’ora tanti insistono a crederci, che il toponimo "Ciminna" fosse di origine araba, da Soemin, teoria avanzata dal Dott. Vito Graziano nel 1911, con il significato di grasso, pingue, indicando la fertilità del territorio di Ciminna.
Già nel 1947, il Prof. G. Alessio aveva proposta una sua origine greca e di parere simile era per il Prof. Caracausi, che nel suo Dizionario Onomastico, riporta il seguente:
Ciminna com. PA: l’uscita in –nna e l’accento iniziale di είς τήν κύμινναν CUSA 5 (a 1097) Τά κίμιννα ib. 471 (a. 1123), poi adattato alle regole latine in Chimigna RRS I 199 (a.1282), Chiminna De Citella II 382 (a. 1299), Ciminum RDS 128 e Cimina ib. 131 (aa. 1308-1310), terra Chimine Barberi I 205, fan pensare giustamente a Alessio (EG 48 e nota 4, II 15) che si tratta di un relitto del sostrato mediterraneo.
Mentre un grande esperto di toponomastica, il Prof. G.B. Pellegrini, nel Dizionario Toponomastico (UTET) riporta il seguente:
'Ciminna (PA): Nei diplomi figura come Κύμινναν, Κίμιννα (Cusa 4) e l’etnico era in – ίηζς. Cfr Rocca Ciminnita, Ciminniti (S. Angelo di Brolo). L’Alessio 1947 pensa ad una base del tipo *Ciminna da confrontare con Ciminius mons in Etruria e Cemenelum mons in Liguria, forse anche Κέμεννος / Cebenna (Cévennes) in Francia. È comunque verosimile che il tipo toponimico sia pre-greco. 
Gli esperti di cui sopra non menzionano mai Soemin e tanto meno Graziano, perché il toponimo non è di origine araba. L'archeologo e storico A. Masi nel suo lavoro Ciminna. Notizie storiche e archeologiche, 2017, ed. Kalós, a tale proposito ha avanzato l'ipotesi che il toponimo potrebbe derivare da Chimenna, nome documentato a Termini su due lapidi (oggi esiste solo una) di epoca romana dove vengono riportati i nomi di due donne, Domitia Chimenna (CIL X 7400) e Coponiae Chimenna (CIL X 7394). 
Secondo la Prof.ssa Livia Bivona, queste donne possono essere dei liberti delle rispettive "gens" e sottolinea che il nome Chimenna non compare fra i nomi greci delle iscrizioni urbane. 
Un altro studioso, Kalle Korhonen, sostiene che il suffisso -εννα (-enna) di Chimenna, non ha una chiara classificazione linguistica ma è molto comune nell’onomastica etrusca, soprattutto nei gentilizi maschili. È anche presente tra le donne, per esempio Perpenna, Sisenna, Vibenna. Inoltre, il prof. Korhonen mette in evidenza un fattore molto interessante, infatti, sostiene che dal punto di vista fonologico il suffisso - εννα (- enna) è molto vicino nell’onomastico greco al suffisso dei nomi femminili –ιννα (-inna), per esempio Corinna, Erinna, Glycinna. Considerando ciò, Masi propone che il “cognomen” “Χίμεννα”, Chimenna, si sia trasformato successivamente in “Χίμιννα”, Chiminna, un passaggio di “ellenizzazione”, tipico nell’onomastico indigeno, sia Siculo che Sicano ed Elimo. Il Prof. Korhonnen conclude sostenendo che il cognome Chimenna “può essere un raro rappresentante dell’onomastica indigena sicula.". 
L'archeologo Masi ha avanzato l'ipotesi che Chimenna potrebbe essere, certamente di origine indigena sicula come sostiene Korhonen, ma più precisamente di origine elima. 
Tale ipotesi si basa sugli studi del prof. Agostiniani sulle iscrizioni Elime. Il professore Agostiniani mette in evidenza una ricorrenza di “grecizzare” nomi locali aggiungendo un suffisso greco al nome elimo. Inoltre, il Prof. Agostiniani mette in evidenza che i nomi Elimi richiamano formule onomastiche Latine e Italiche. Nelle iscrizioni Elime la sequenza finale dei nomi è composta da una serie di segni ricorrenti che trova analogie con l’onomastica Italica dove la ricorrenza di queste sequenze finali sono pure attestati nei nomi individuali. 
Tra i graffiti studiati sui frammenti ceramici un frammento di kylix riporta la sequenza finale -ννα (-nna) , che ci rimanda al nostro nome Chime'nna.
Nel territorio di Contessa Entellina (PA), area Elima, furono raccolti durante ricognizioni archeologiche 4 frammenti di tegole con bolli che riportano il nome "Sisenna". Secondo il Prof. Garozzo si tratta di un nome attestato in Tarquinia (Etruria) non solo sui laterizi ma anche su anfore Dressel 6B rinvenute in Veneto, e aggiunge che “…il nome Sisenna rimanda all’onomastica Etrusca e a questo proposito si ricorda che a Termini è documentato il “cognomen” Chimenna”
Qualunque sia l'origine del nome Chimenna, Etrusca o Elima, è chiaro che siamo di fronte ad un nome e ad un toponimo raro se non addirittura unico ma certamente non è di origine araba come tanti ancora sostengono.
Per motivi culturali il nome Chimenna (Χίμεννα), divenne Chiminna (Χίμιννα), e infine Ciminna. Tre passaggi semplici di un toponimo che ha origini nel nome di una donna e che affonda le sue radici e le sue origini nel passato più profondo della nostra storia.

## Storia
Il toponimo Chiminna compare per le prime volte in documenti scritti in greco del 1098, 1123, 1176 alludenti ad un centro abitato che con molta probabilità si trova in contrada Cernuta, e che intorno al 1230 si spostò per cause che si ignorano sull'attuale sito, in prossimità di un castello esistente sul colle Santa Anania. Nel Trecento sotto la signoria di Matteo Sclafani è citata come Terra (cittadina). Intorno al 1490 il centro abitato si trovava in parte diroccato a causa delle frane, e ciò causò nel corso del Cinquecento un notevole sviluppo edilizio verso occidente. Tra il '400 e il '600 furono eretti numerose chiese e conventi dotate di numerose e preziose opere d'arte, che fecero meritare al paese l'appellativo di Palermu lu nicu. Nell'Ottocento i ciminnesi parteciparono numerosi ai moti risorgimentali e antiborbonici. L'emigrazione degli inizi del Novecento portò ad un primo spopolamento del paese e fino agli anni cinquanta era sede della Pretura, del Carcere, dell'Ufficio imposte, dell'Ufficio registro.

### Simboli
Lo stemma comunale è stato concesso con regio decreto del 31 agosto 1928. È uno scudo troncato: la parte superiore è d'oro, al grifone di nero passante sopra una scala orizzontale; nella parte inferiore, d'azzurro, una mammella femminile. 
Lo stemma è composto dall'unione del grifone nero, simbolo dei nobili Grifeo (campo color di oro, con tre sbarre d'azzurro, abbassate sotto una fascia dello stesso, sormontata da un Grifone nero passante con la branca erta combattente), ultima famiglia ducale che ebbe in signoria feudale il comune, e il campo color oro della famiglia Ventimiglia. 
La fusione dei due blasoni avvenne con il matrimonio tra Mario III Grifeo e Antonia Ventimiglia agli inizi del XVII secolo. La mammella, simbolo di fertilità e di abbondanza della Universitas Terrae Ciminnae, potrebbe anche derivare da minna che in siciliano significa "seno".
Questo stemma venne introdotto ufficialmente quando Mario III Grifeo, II principe di Partanna, divenne il primo duca di Ciminna con privilegio concesso nel 1634 dall'imperatore spagnolo Filippo IV.
Il gonfalone è un drappo di bianco.

## Monumenti e luoghi d'interesse

### Architetture religiose

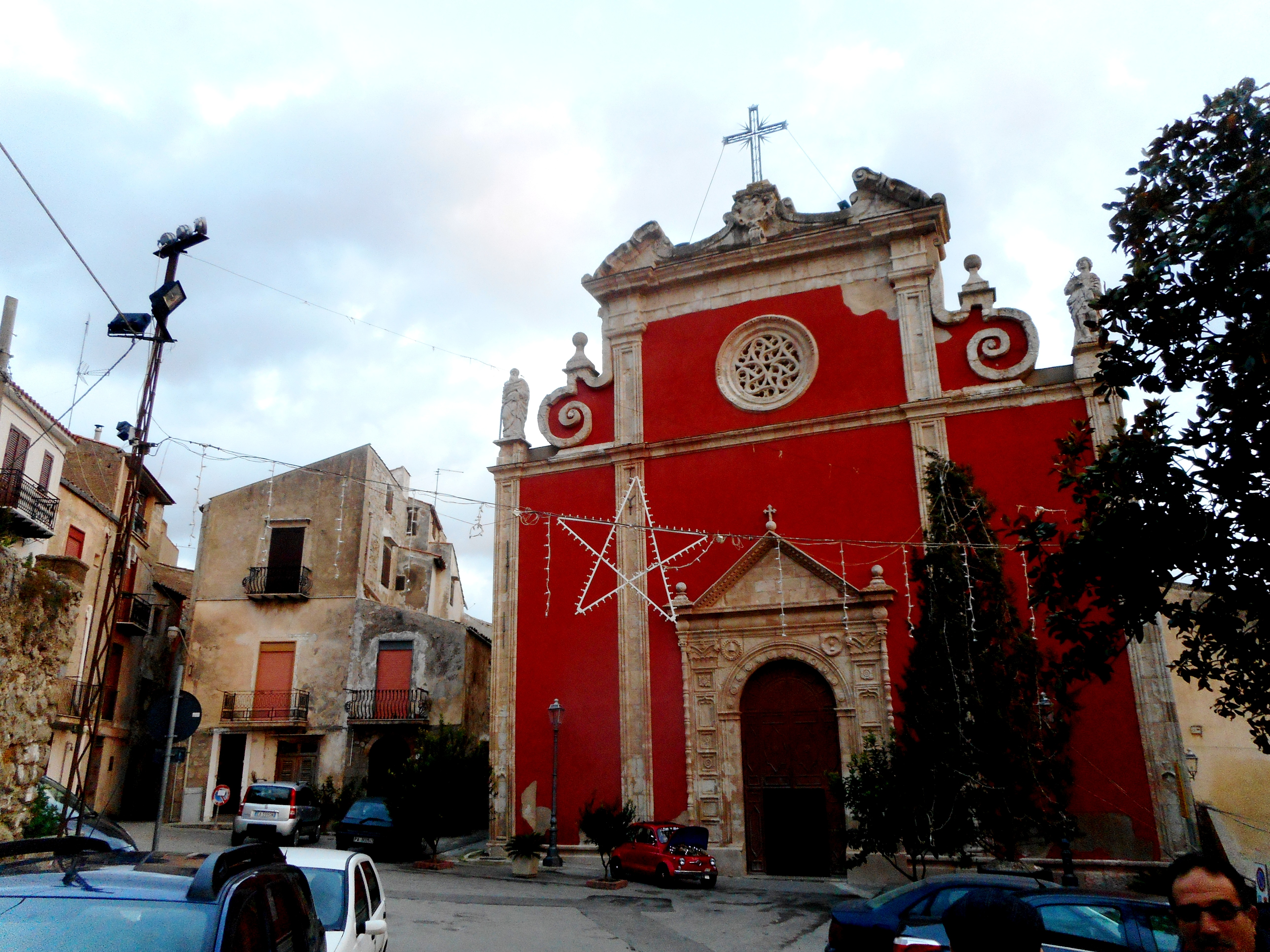
Chiesa Madre

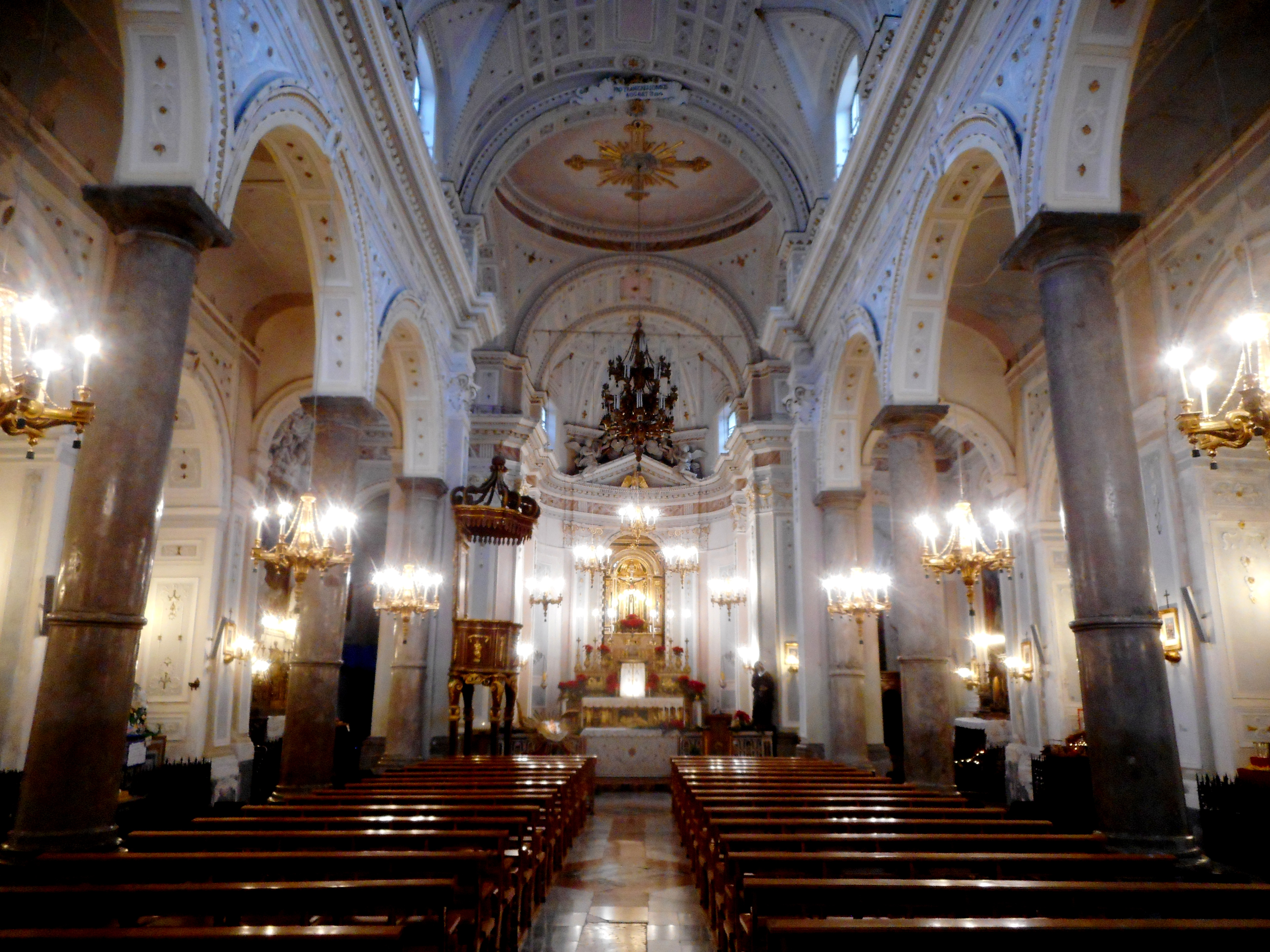
San Giovanni Battista - interno

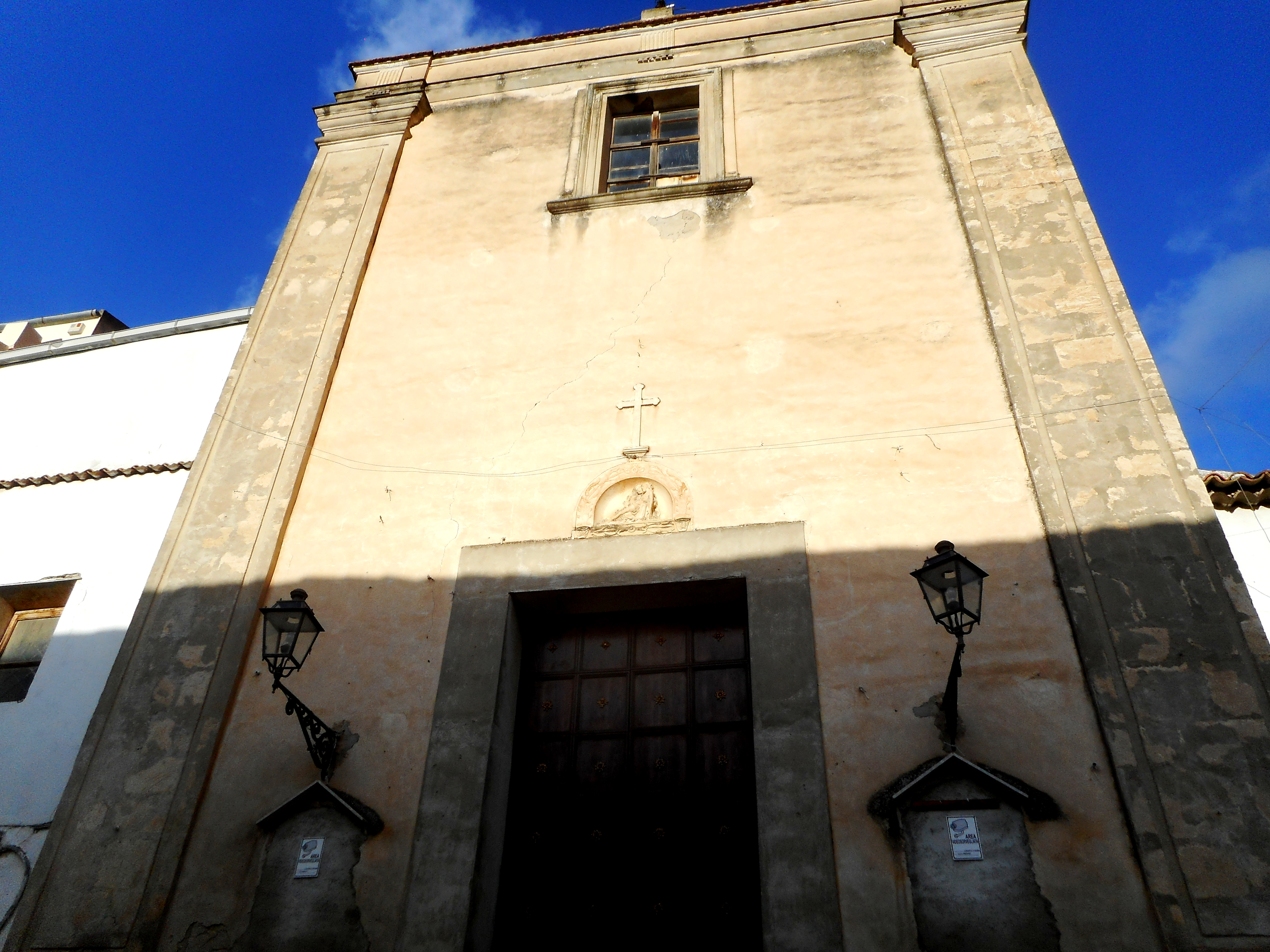
San Francesco d'Assisi

- Chiesa di Santa Maria Maddalena (chiesa madre)
- Chiesa di San Giovanni Battista
- Chiesa di Santa Maria del Carmine
- Chiesa di San Francesco d'Assisi
- Chiesa di San Francesco di Paola
- Tribuna dell'Ecce Homo, edificata nel 1794 con una donazione del frate don Salvatore Bufalo dei minori conventuali. Ingrandita nel 1798 ad opera di Giuseppe Guarneri (Corleone, 19 settembre 1736 - documentato a Ciminna fino al 1798), presenta un fronte con un arco a tutto sesto chiuso da una ricca cancellata in ferro battuto, affiancato da due esili paraste sormontate da un timpano triangolare. Nell'altare di marmo, del 1795, trova posto la statua il legno policromo dell'Ecce Homo realizzata da Giacomo Quattrocchi nel 1802.
- Chiesa di San Domenico
- Chiesa di San Sebastiano martire
- Chiesa di Santa Lucia
- Chiesa di San Giacomo (ex sinagoga ebraica)
- Chiesa delle Anime Sante
- Chiesa di San Giuseppe (del Collegio di Maria)
- Chiesa dell'Assunta (dei Cappuccini)
- Chiesa di San Vito (patrono)
- Chiesa di Loreto
- Chiesa del cimitero
- Chiesa dell'Ospedale (della Pentecoste)
- Chiesa del Purgatorio
- Chiesa Sant'Antonio abate
- Cappella Maria Santissima di Monserrato
- Chiesa della Nostradonna
- Oratorio Maria Santissima del Rosario
- Oratorio Santissimo Nome di Gesù

### Architetture religiose trasformate o distrutte
Fra le varie chiese di Ciminna scomparse o adibite nei secoli ad altri utilizzi si ricordano:
- Chiesa della Madonnuzza: esisteva già nel 1741, quando Don Andrea Grimaldi, con testamento del 14 gennaio, dispose la celebrazione di una messa festiva offrendo una donazione. Distrutta nel XVIII secolo, non ne esiste più alcuna traccia; fino al 1837 vi era ancora una via denominata "della Madonnuzza".
- Chiesa della Santissima Trinità e Maria Santissima Addolorata: la chiesa fu fatta costruire nel 1740 da Don Alonso Spatafora, barone di Ciminna, a sue spese e nelle sue terre. In una lapide, un tempo murata sul prospetto della chiesa si leggeva: O vos omnes, qui transitis per viam, attendite et videte si est dolor sicut dolor meus.
- Chiesa di San Nicasio: di fondazione ignota, esisteva già nel 1613. Già nel 1656 necessitava di rifacimenti; nel 1787 per il cattivo stato di conservazione dell'edificio, la Chiesa venne chiusa al culto e il quadro del titolare San Nicasio venne trasportato in una cappella concessa dai rettori del Carmine.
- Chiesa di San Vincenzo: la chiesa esisteva già nel XVII secolo, quando Vincenzo Billingri, il 26 ottobre 1680, le versò un canone. Chiuse i battenti nel XVIII secolo.
- Chiesa di Santa Barbara: si ergeva probabilmente sulla vetta di Monterotondo. Nel XVI secolo risultava già distrutta.
- Chiesa di Santa Maria dei Miracoli: detta anche "Santa Maria della Neve", venne fondata nel 1603. Vi aveva sede una Confraternita, che si divise all'inizio del XVIII secolo.
- Chiesa di Santa Maria della Consolazione: detta anche "degli Occhi grandi", non ne è rimasta alcuna traccia.
- Chiesa di Santa Maria di Gesù: risaliva al XVI secolo. Vi si conservava un gonfalone con figure ad intaglio eseguito dal palermitano Vincenzo Pernaci, come si rileva da un documento del 31 ottobre 1542. Sconosciuta la data della scomparsa
- Chiesa di San Rocco
- Chiesa di San Filippello
- Chiesa di San Michele
- Chiesa di Santa Rosalia
- Chiesa di San Benedetto
- Chiesa di Santa Margherita
- Chiesa dell'Ospedale vecchio (Santi Cosma e Damiano)
- Chiesa di Sant'Agata
- Chiesa di San Pantaleone
- Chiesa di Santa Caterina
- Chiesa dell'Annunziata
- Chiesa di Maria Santissima del Lume
- Chiesa di Santa Maria dell'Itria
- Chiesa della Raccomandata (ricostruita nel 1670 su progetto di Paolo Amato)
- Chiesa di Sant'Andrea[sono chiese scomparse o dirute?]

## Società

### Evoluzione demografica
Abitanti censiti

### Tradizioni e folclore
- La principale ricorrenza religioso-folcloristica è la festa del Santissimo Crocifisso (Patri di li grazi) che si svolge ogni anno la prima domenica di maggio, essa venne effettuata la prima volta nel 1651 in seguito ad avvenimenti miracolosi.[21]
- Il culto a San Vito è documentato fin dall'inizio del XVI secolo e il suo santuario, che accoglie il simulacro (legno, Pietro Barberi? 1530 circa), sorge su una collina di fronte al paese. La festa del 15 giugno è preceduta da cinque martedì (i martiri di Santu Vitu) in cui si svolgono delle messe al santuario. Il giorno 15 invece ha luogo una breve processione. La festa principale si svolge ogni anno la prima domenica di settembre (volendo ricordare l'arrivo delle reliquie dei Santi Vito, Modesto e Crescenzia il 4 settembre del 1672), quando il simulacro si trova già in paese da una settimana. In questo giorno la processione si avvia dalla chiesa di San Francesco d'Assisi per giungere alla Chiesa Madre. Il lunedì seguente da questa chiesa viene portato di nuovo al santuario fuori dal centro urbano. Una nota caratteristica di questa festa è la processione figurata (eseguita dal 1972), in cui circa 200 personaggi in costume di epoca romana divisi in 12 quadri rievocano la vita, il martirio e l'arrivo delle reliquie a Ciminna.
- L'8 dicembre, festa dell'Immacolata Concezione, la venerata immagine dell'Immacolata viene portata in processione per le vie del paese.[senza fonte]
- Il sabato successivo all'8 dicembre si svolge una processione notturna (in memoria dell'arrivo della statua dell'Immacolata, immagine di pregevole bellezza eseguita dallo scultore Antonino Barcellona da Palermo nel 1781, che arrivò con enorme ritardo, di notte[22]) attorno alla quale ha luogo una caratteristica festa denominata u Triunfu. Si attendono le 4:00 del mattino, orario in cui ha inizio la processione dalla chiesa di San Francesco d'Assisi. Una piccola madonnina (a Marunnuzza rû Triunfu[23]) viene portata per le vie del paese. Durante questo percorso vengono inoltre organizzate alcune vampi (falò) in tradizionali punti del paese. La processione è solita concludersi alle 7:00 del mattino nella medesima chiesa, in ricordo dell'effettivo orario al quale nel 1781 la statua del Barcellona giunse all'interno della chiesa di San Francesco. Un alimento tipico che si prepara in concomitanza a questa festa è a 'nfriulata, una sorta di pane cotto in forno ripieno con tritato di maiale, cipolle, patate e spezie.
- San Sebastiano viene festeggiato il 20 gennaio con la distribuzione delle arance, falò (vampa) e ntinna (il gioco della pignatta con l'ausilio di un asinello), e la domenica successiva con la processione del simulacro (legno, Salvatore Bagnasco? fine XIX secolo) per le vie del paese.

## Cultura

### Cinema
La Chiesa Madre e alcuni luoghi del paese, sia dentro che fuori dall'abitato, sono stati scelti da Luchino Visconti per girare alcune scene del film Il Gattopardo: il ringraziamento in chiesa dopo l'arrivo a Donnafugata, le scene di caccia, la partenza del cavalier Chevalley. Per l'occasione il paese fu trasformato in set cinematografico; in piazza Matrice fu costruita la facciata del palazzo dei Salina, in cartapesta davanti alle abitazioni esistenti e numerosi furono gli abitanti coinvolti come comparse.
Inoltre la chiesetta di San Vito venne utilizzata per girare una scena nel film Baarìa, di Giuseppe Tornatore.

## Infrastrutture e trasporti
Il Comune è interessato dalle seguenti direttrici stradali:

## Amministrazione
Di seguito è presentata una tabella relativa alle amministrazioni che si sono succedute in questo comune.
| Da               | a                | Primo cittadino     | Partito                   | Carica              |
| ---------------- | ---------------- | ------------------- | ------------------------- | ------------------- |
| 4 giugno 1985    | 29 maggio 1990   | Michelangelo Barone | Democrazia Cristiana      | Sindaco             |
| 14 giugno 1990   | 10 febbraio 1994 | Michelangelo Barone | Democrazia Cristiana      | Sindaco             |
| 22 giugno 1994   | 25 maggio 1998   | Rosa Maria Brancato | Partito Popolare Italiano | Sindaco             |
| 25 maggio 1998   | 15 gennaio 2001  | Rosa Maria Brancato | lista civica              | Sindaco             |
| 15 gennaio 2001  | 26 novembre 2001 | Calogero Ricciardo  |                           | Comm. straordinario |
| 26 novembre 2001 | 15 maggio 2007   | Vito Catalano       | lista civica              | Sindaco             |
| 15 maggio 2007   | 8 maggio 2012    | Giuseppe Leone      | centro-sinistra           | Sindaco             |
| 8 maggio 2012    | 11 giugno 2017   | Vito Catalano       | lista civica              | Sindaco             |
| 11 giugno 2017   | In corso         | Vito Filippo Barone | lista civica              | Sindaco             |

### Gemellaggi
- Plougastel-Daoulas

Fa parte del triplice gemellaggio che lega anche Ventimiglia di Sicilia e Baucina a comuni francesi della Bretagna, rispettivamente Bohars e Guilers.

## Sport

### Calcio
La principale squadra di calcio della città è l'A.C.D. Ciminna 1977 che milita nel girone B siciliano di 1ª Categoria. È nata nel 1977.